# 楊屋道

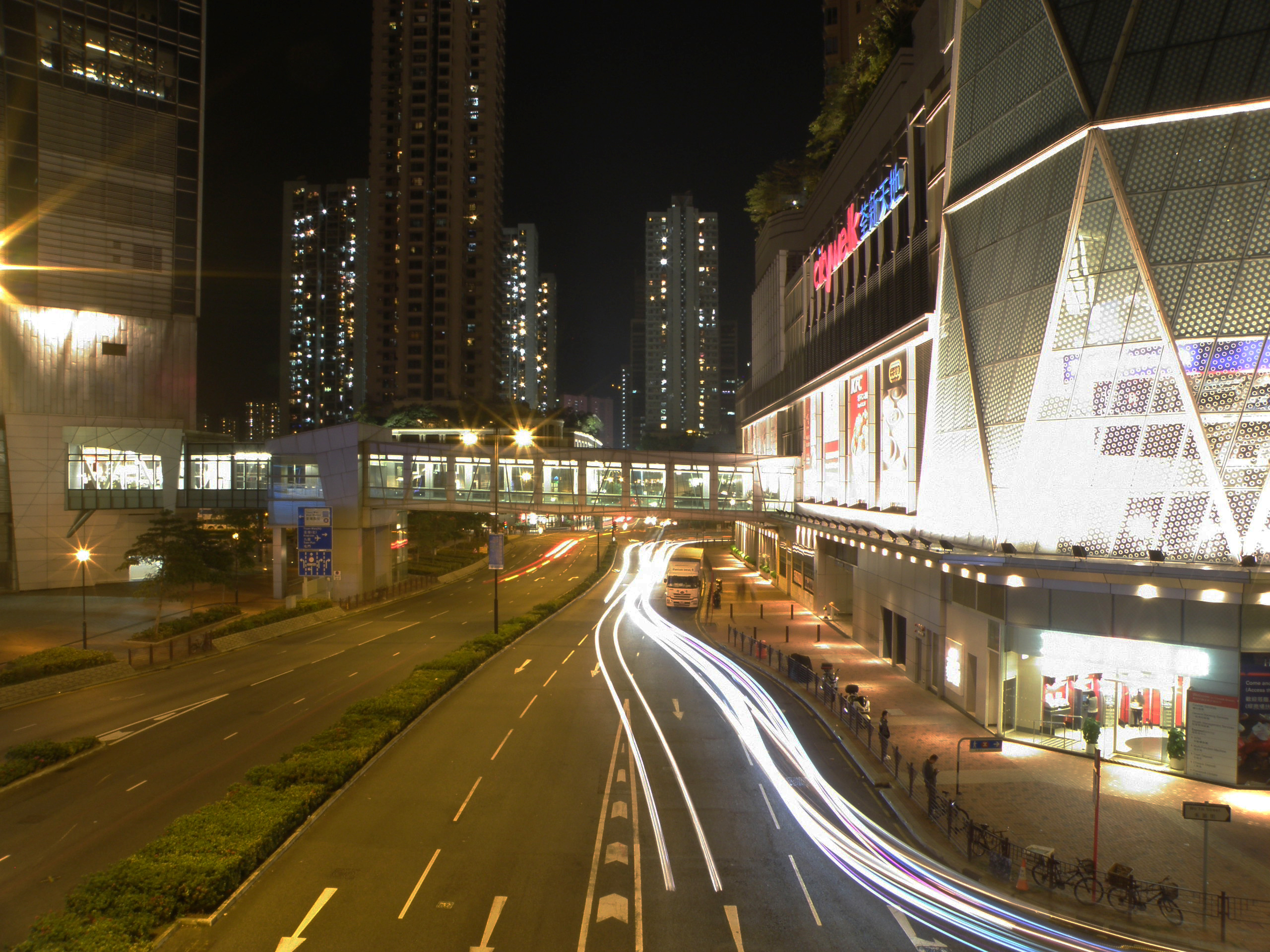
楊屋道夜景

楊屋道（英語：Yeung Uk Road）是香港的一條道路，位於新界荃灣，以荃灣區內原居民村楊屋村（現今川龍街一帶）命名，為區內一條重要道路。全長900米，土地由填海得來，最早是四線雙程行車。直至1970年代末，楊屋道一直是荃灣的海岸線。
楊屋道由大河道近萬景峰及海盛路交匯之路口開始，路旁建築林立，計有如心廣場、楊屋道街市（體育館）、萬景峯、荃灣公園等，於德士古道及葵福路交界終結，是荃灣東南面的主要道路。
楊屋道東面早期為工業區，後因1999年至2000年間，部分工廠遷出，陸續改建成商辦或住宅。但工業環境依舊深植人心，故三個同樣在楊屋道，且較早期改建成住宅的爵悅庭、立坊（H Cube）、樂悠居，因仍受到工廠環境吵雜之故，被地產從業員戲稱為荃灣工廠三寶。隨著工廠持續遷出，楊屋道居住質素大幅改善，三寶的反諷也就逐漸較少使用。除此之外，附近不少工廠及舊地亦陸續重建成高層住宅，包括環宇海灣、映日灣等，故此楊屋道是荃灣乃至全新界摩天大樓密度最高的街道，包含全新界最高的如心廣場也在本路段上。
由2008年10月起，大河道與馬頭壩道之間的一段楊屋道進行擴闊工程、重整楊屋道與德士古道之間的一段馬頭壩道之走線、相關的渠務工程、環境保護及美化工程，已於2011年9月完成。

## 沿路建築物
- 萬景峰及荃新天地1期（楊屋道1號）
- 如心廣場（楊屋道8號）
- 楊屋道市政大廈（楊屋道45號）
- 荃灣公園
- 御凱及荃新天地2期（楊屋道18號）
- 映日灣及Plaza 88（楊屋道88號，荃灣運動場原址）
- 爵悅庭（楊屋道100號）
- 立坊（楊屋道118號）
- 樂悠居（楊屋道138號）

## 交匯道路
- 海盛路
- 大河道
- 禾笛街
- 川龍街
- 眾安街
- 聯仁街
- 馬頭壩道
- 古坑道
- 橫龍街
- 橫窩仔街
- 德士古道
- 葵福路

## 圖集

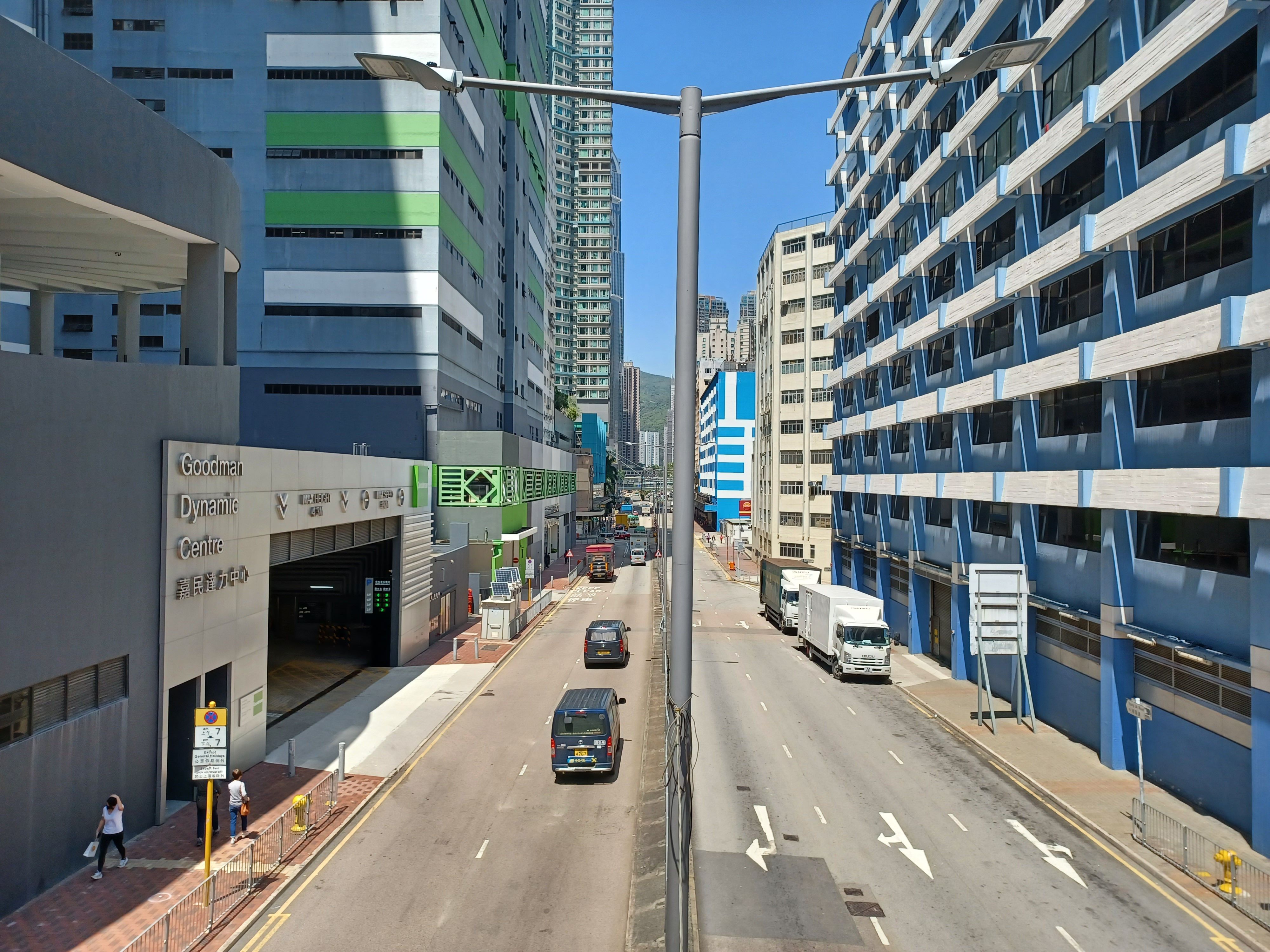
楊屋道東段近德士古道（2022年4月）
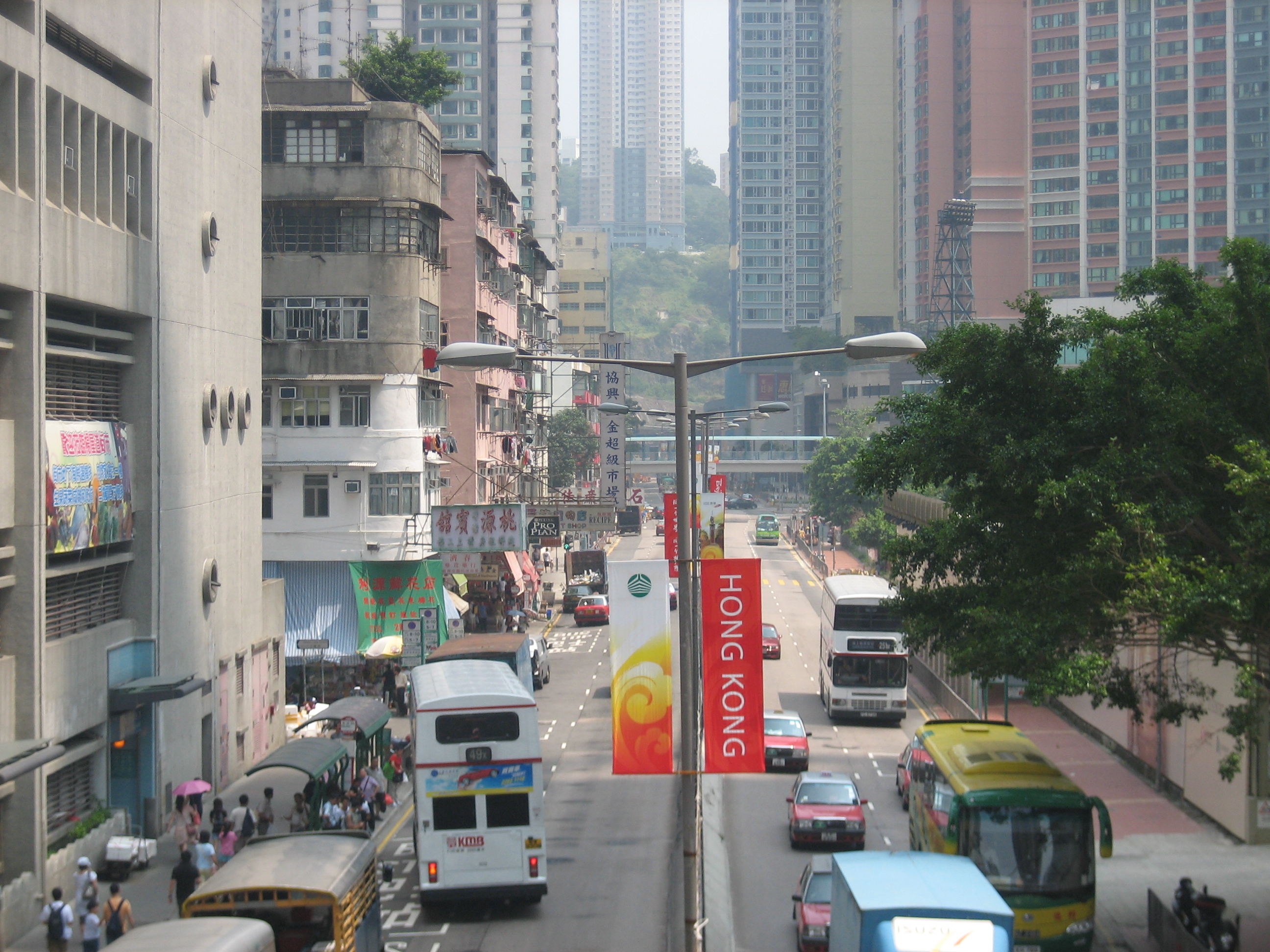
尚未进行扩宽工程的楊屋道（2008年9月）
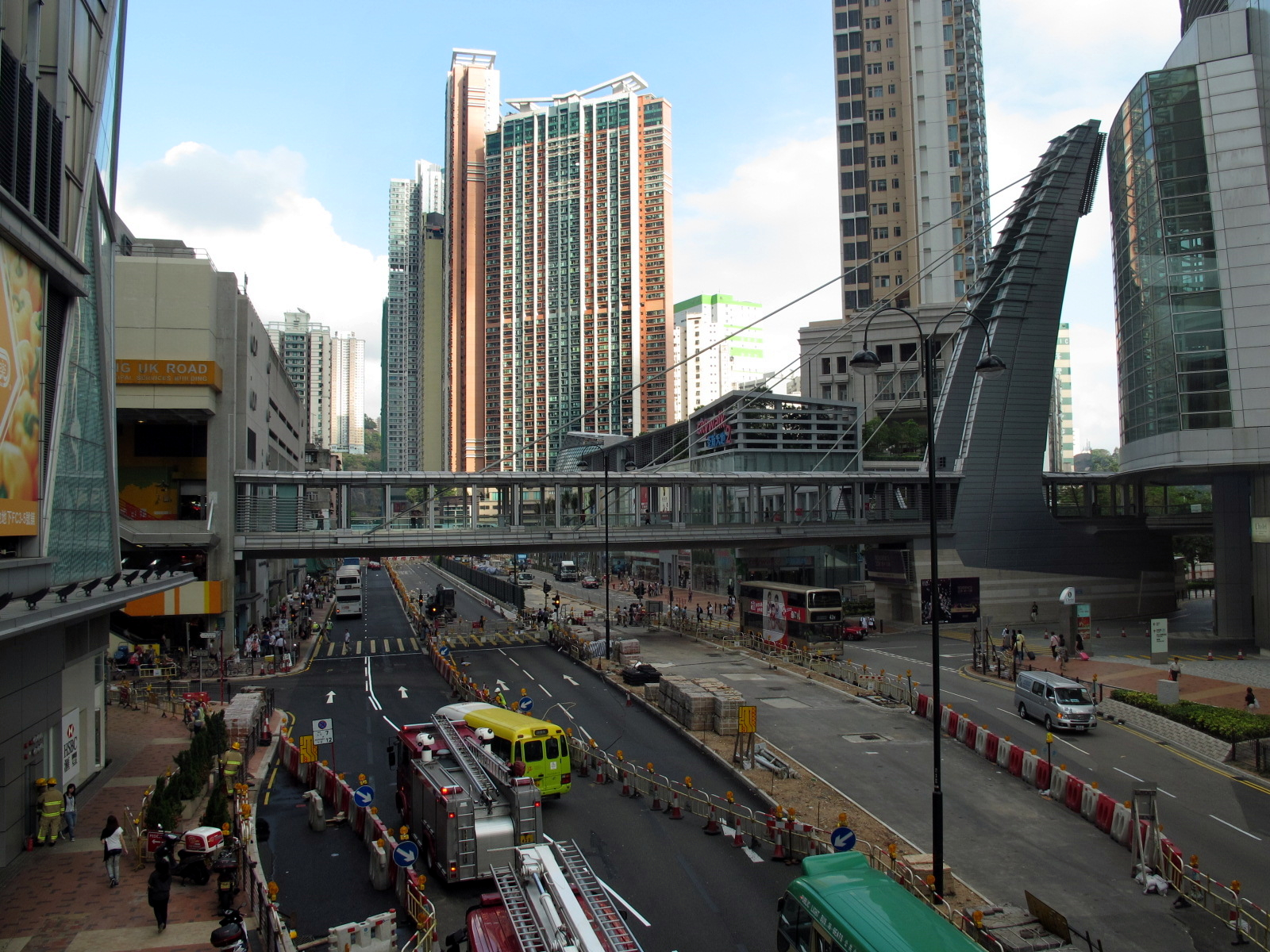
进行扩宽工程的楊屋道（2011年5月）
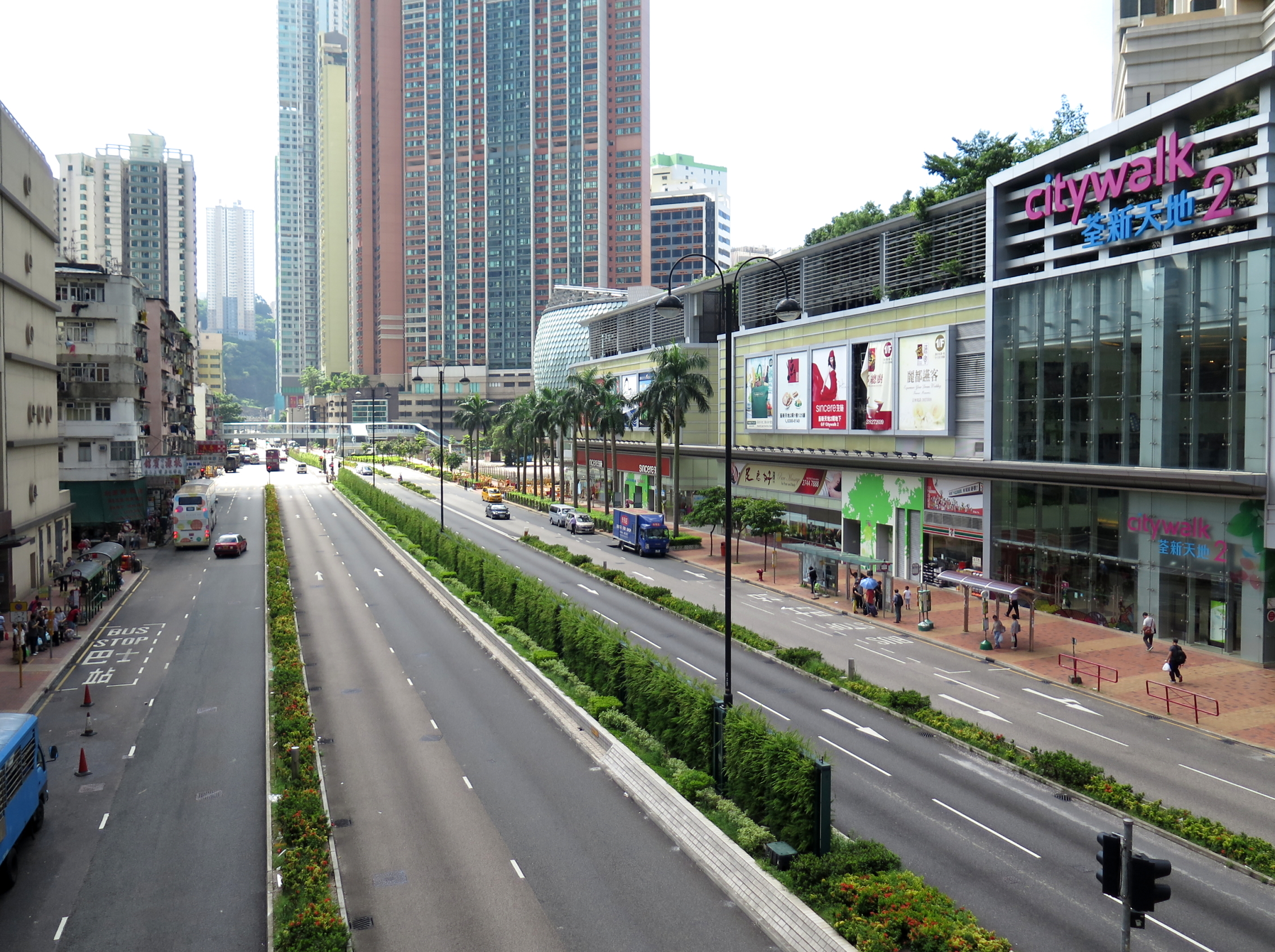
完成扩宽工程的楊屋道（2014年8月）
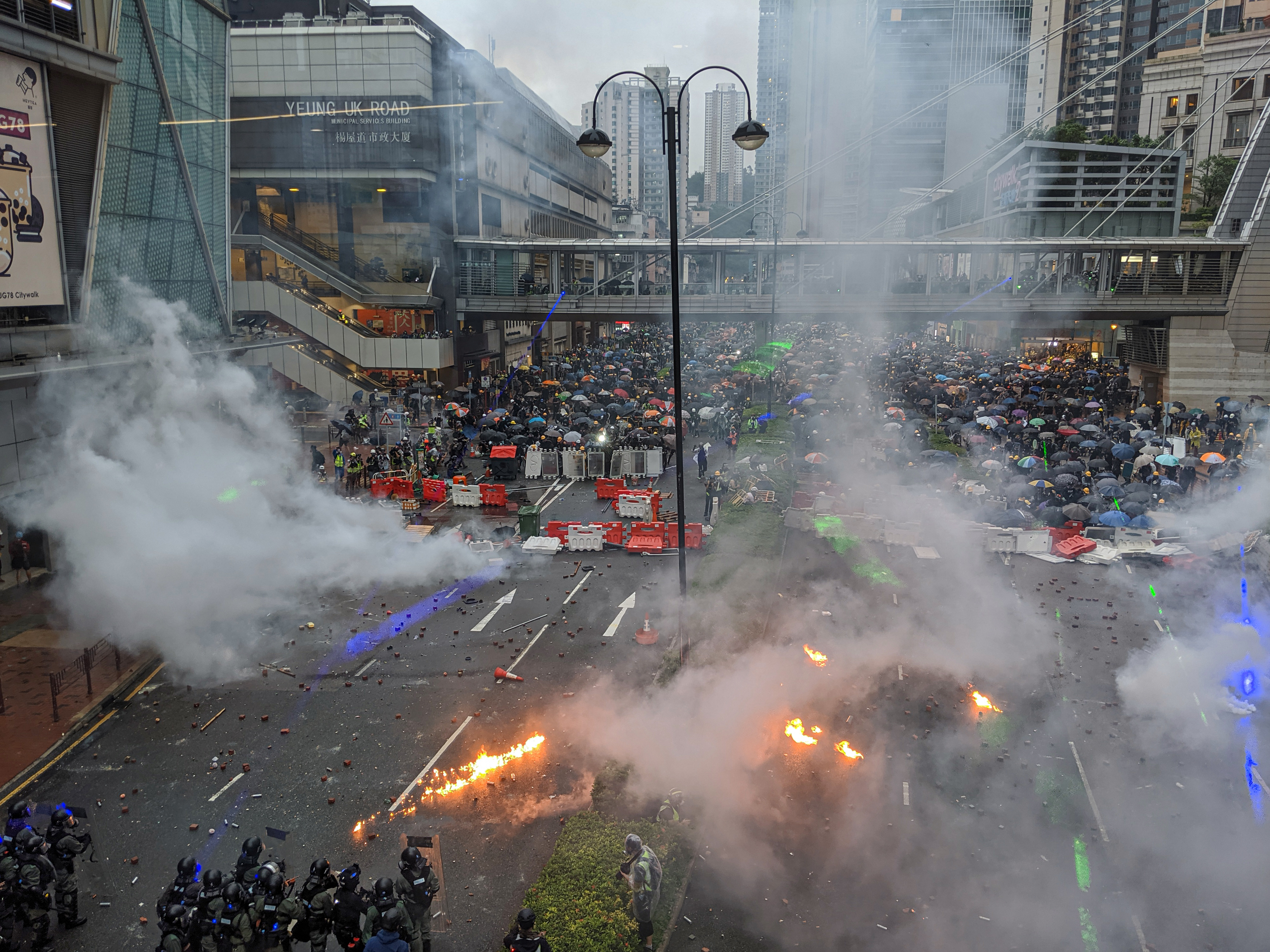
2019年8月25日荃葵青遊行，警方在近楊屋道街市位置施放多枚催淚彈，示威者以汽油彈和激光筆還擊